# Carey (Idaho)
Carey es una ciudad ubicada en el condado de Blaine en el estado estadounidense de Idaho. En el año 2010 tenía una población de 604 habitantes y una densidad poblacional de 69,43 personas por km².

## Geografía
Carey se encuentra ubicado en las coordenadas 43°18′34″N 113°56′43″O / 43.30944, -113.94528. Según la Oficina del Censo, la localidad tiene un área total de 8,7 km² (3,4 mi²), de la cual 8,7 km² (3,4 mi²) es tierra y 0 km² (0 mi²) (0.0%) es agua.

## Demografía
En el 2000 la renta per cápita promedia del hogar era de $39,861, y el ingreso promedio para una familia era de $42,054. En 2000 los hombres tenían un ingreso per cápita de $30,809 contra $21,563 para las mujeres. El ingreso per cápita para la localidad era de $14,027. Alrededor del 1.7% de la población estaba bajo el umbral de pobreza nacional.